# Diuréza
Diuréza (latinsky: diuresis) je odborný výraz pro vylučování moči. Obvykle se používá ve speciálním významu, a to jako rychlost vylučování moči, tedy množství moči vyloučené za časovou jednotku. Není-li uvedeno jinak, uvádí se diuréza zpravidla v litrech za 24 hodin. V řadě případů (např. při výpočtech různých typů clearance) se rychlost vylučování moči uvádí v mililitrech za sekundu.

## Poruchy diurézy
Rozlišujeme několik poruch diurézy:
- polyurie – vyloučení více než 2,5 litru / den
- oligurie – vyloučení méně než 600 ml / den
- anurie – vyloučení méně než 100 ml / den
- osmotická diuréza
- vodní diuréza